# Рајан Гигс
Рајан Џозеф Гигс (енгл. Ryan Joseph Giggs; Кардиф, 29. новембар 1973) је бивши велшки фудбалер.

## Каријера
Рођен као Рајан Џозеф Вилсон (енгл. Ryan Joseph Wilson). Презиме Гигс је у ствари девојачко презиме његове мајке које је усвојио као своје у професионалној каријери. Почео је фудбалом да се бави у школи фудбала која је била повезана са Манчестер ситијем. Његов таленат су запазили скаути Манчестер јунајтеда у чије редове прелази у својој тринаестој години. За Манчестер јунајтед је дебитовао 2. марта 1991. године, на мечу играном на Олд Трафорду, против Евертона. У игру је тада ушао са клупе. Први пут се нашао у стартној постави на утакмици против Манчестер ситија, када је био асистент код јединог гола на том мечу.
За Манчестер јунајтед је одиграо 963 утакмице и постигао 168 голова (од тога је 672 утакмице одиграо у првенству на којима је постигао 114 голова). Рајан Гигс је фудбалер са највећим бројем утакмица одиграних за Манчестер јунајтед, у свим такмичењима.
Један је од 28 фудбалера који је имао преко 1000 наступа у каријери.

## Репрезентација
- За младу фудбалску репрезентацију Велса је одиграо једну утакмицу 1991. године;
- За сениорску репрезентацију Велса је одиграо 64 утакмица и постигао 12 голова, (1991–2007).

За сениорску репрезентацију Велса је дебитовао 1991. године, на утакмици против Западне Немачке. Од 2004. године понео је капитенску траку. Своју опроштајну утакмицу за репрезентацију, Гигс, је одиграо на утакмици у Кардифу против Чешке 2. јуна 2007. године (0:0).

## Трофеји
Манчестер јунајтед
- Премијер лига 13
  - 1993, 1994, 1996, 1997, 1999, 2000, 2001, 2003, 2007, 2008, 2009, 2011, 2013.
- ФА куп 4
  - 1994, 1996, 1999, 2004.
- Лига Куп 4
  - 1992, 2006, 2009, 2010.
- ФА Комјунити Шилд 10
  - 1993, 1994, 1996, 1997, 2003, 2007, 2008, 2010, 2011, 2013.
- Лига шампиона 2
  - 1999, 2008.
- Европски суперкуп 1
  - 1991.
- Интерконтинентални куп 1
  - 1999.
- Светско првенство за клубове 1
  - 2008.

Појединачни
- Играч месеца Премијер лиге 3
  - септембар 1993, август 2006, фебруар 2007.
- Избор у идеални тим Премијер лиге 7
  - 1993, 1994, 1995, 1996, 1998, 2001, 2007